# Bultsax

Bultsax.

Bultsax (trådsax) är en kraftavbitare, vilket är en speciell sorts stor avbitartång, som är konstruerad så att handtrycket flerfaldigas. En vanlig bultsax har en saxkonstruktion som genom dubbel utväxling ger stor kraft i den främre, klippande delen. Det finns dessutom speciella bultsaxar som kan leverera ett tryck som är mer än 65 gånger så stort som handtrycket. Bultsaxen används för att klippa av exempelvis grövre metalltråd, vajer, kedjor, bultar och hänglås.
En tidig variant av dagens bultsax konstruerades i slutet av 1800-talet av den jämtländska torparen Jonas Jönsson Byman från Tosåsen som dock blev lurad på sitt patent.